# La Luette
Cet article concerne le sommet des Alpes suisses. Pour l'appendice situé au fond de la bouche, voir Luette.
La Luette est un sommet des Alpes valaisannes, en Suisse, situé dans le canton du Valais, qui culmine à 3 547 m d'altitude.
Situé entre le Pleureur au nord-ouest et le mont Blanc de Cheilon au sud-est, entre le lac de Mauvoisin et le lac des Dix, il domine au sud le glacier du Giétro et à l'est le glacier de Cheilon.

## Accès
- Cabane des Dix à 2 928 m d'altitude.